# Vanellus indicus
El avefría india (Vanellus indicus) es una especie de ave en la familia Charadriidae. Esta especie limícola posee un llamado característico de alarma que suena tipo did ji duit o piti tu duit lo que ha dado lugar a distintos nombres locales. Por lo general se los observa en parejas o pequeños grupos no lejos del agua aunque pueden formar bandadas más grandes durante el invierno (fuera de la temporada de reproducción).

## Descripción

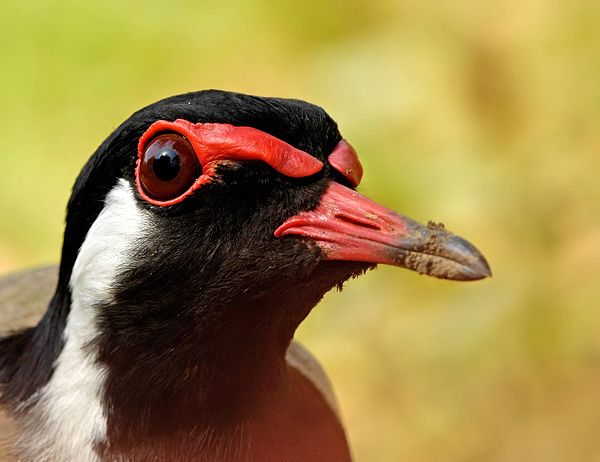
Vista de las carúnculas.

El avefría India es un ave limícola grande, mide unos 35 cm de largo. Las alas y su espalda son de un tono marrón claro con un brillo púrpura, su cabeza y pecho y parte frontal del cuello son negros.  Posee una franja prominente blanca que va entre estos dos colores, desde el vientre hasta la cola, bordeando el cuello hasta los laterales de la corona.  Su cola es corta y posee la punta negra.  Posee una carúncula carnosa roja enfrente de cada ojo, pico rojo con extremo negro, y largas patas amarillas. En vuelo, se observan unas franjas prominentes blancas en sus alas.

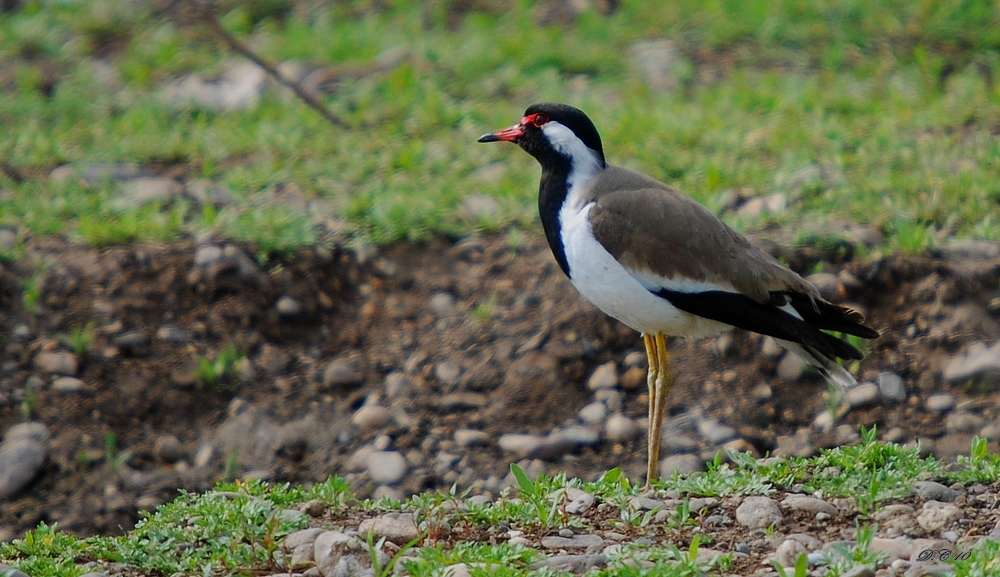
V. i. aigneri de Turquía.

La raza aigneri es algo más clara y más grande que la raza nominada y habita en Turquía, Irán, Irak, Afganistán y el valle del río Indo. La raza nominada habita por toda la India. La raza de Sri Lanka lankae es más pequeña y oscura mientras que  atronuchalis la raza en el noreste de la India y este de Bangladés tiene carrillos blancos rodeados de una coloración negra.

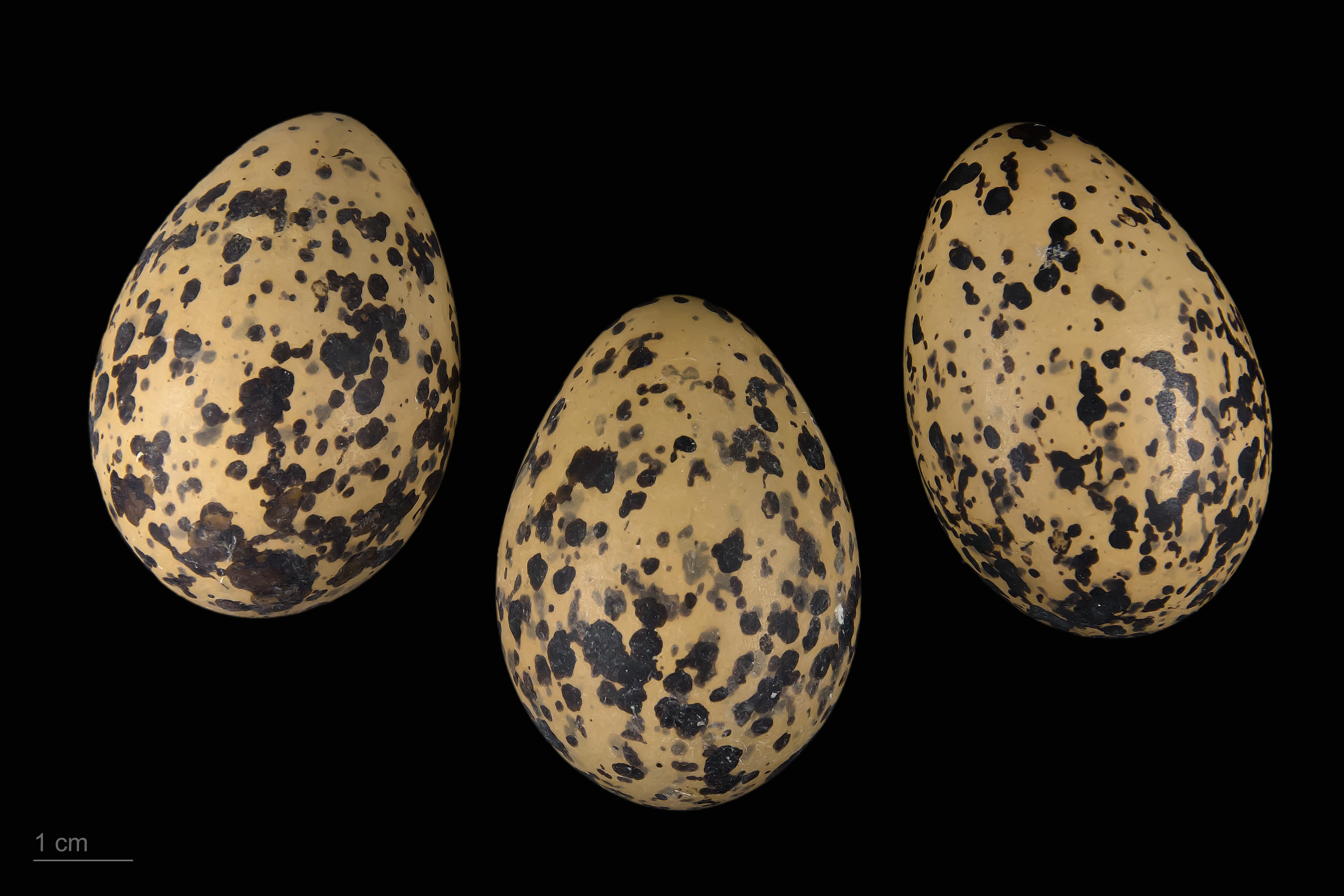
Vanellus indicus aigneri - MHNT

## Distribución
Se reproduce desde el oeste de Asia (Irak, suroeste de Irán, el Golfo Pérsico) hacia el este a través del sur de Asia (Baluchistan, Afganistán, Pakistán, todo el subcontinente Indio hasta Kanyakumari y hasta los 1800msnm en Cachemira/Nepal), con una subespecie más al este en el sureste de Asia. Puede migrar en altitud en otoño y primavera (por ejemplo al norte de Baluchistan o noroeste de Pakistán), y se dispersa mucho durante los monzones al crearse hábitats adecuados, pero en general las poblaciones son residentes.